# 緑町 (知多市)
緑町（みどりまち）は、愛知県知多市にある地名。

## 地理
知多市の北部に位置し、東に八幡と接している。

## 歴史
- 1973年（昭和48年） - 知多市八幡の一部および公有水面埋立地により、同市緑町が成立[4]。

## 交通

### 鉄道
名古屋鉄道（名鉄）
■常滑線 朝倉駅

## 施設
- 知多市役所
- メディアス体育館ちた
- 知多市勤労文化会館
- 知多警察署
- 名古屋税関 南部出張所
- 知多運動公園

## その他

### 日本郵便
- 郵便番号 : 478-0047[2]（集配局：知多郵便局[5]）。